# Scuola di San Vittore
La scuola di San Vittore fu una scuola filosofica, teologica e di diritto fondata nel 1108 da Guglielmo di Champeaux nell'Abbazia di San Vittore presso Parigi (nell'odierno comune di Boissise-le-Roi).

## Fondazione
Guglielmo vi si ritirò per distaccarsi da Abelardo con il quale era entrato nella dura polemica della disputa sugli universali. La canonica di San Vittore apparteneva all'antica famiglia religiosa dei Canonici Regolari che seguivano la regola di Sant'Agostino; si distinguevano dai monaci in quanto erano chierici, professavano la vita comune in cenobi situati dentro le città e si dedicavano prevalentemente al culto liturgico in coro, alla meditazione, al giardinaggio, allo studio della Sacra Scrittura e dei Padri della chiesa.  Dopo Guglielmo i primi priori furono Ugo di San Vittore e Riccardo. Altri maestri significativi della scuola furono Goffredo e Gualtiero.

## Dottrina
I caratteri principali della scuola furono il misticismo e l'esaltazione della Fede, però ciò non postulava una negazione dello studio e della ragione umana, anzi essi sostennero in varie opere come il sapere e tutte le arti naturali servano alla scienza divina.
Un'eccezione fu la condanna della filosofia nel libello Contra quattuor labyrinthos Franciae, attribuito a Gualtiero.
Ugo e Riccardo in particolare si sforzarono di cercare un fondamento della ragione umana nella filosofia di Sant'Agostino, trovando nella prima formulazione dell'innatismo dei principi della verità un collegamento con i termini agostiniani dell'illuminazione dell'anima e della Grazia.
A partire da queste teorie essi innestarono una complessa ricerca psicologica per descrivere l'atto dell'apprendimento conoscitivo naturale, dopo di che, tramite la meditazione e la contemplazione e con l'aiuto della fede e della grazia, si poteva assurgere alla comprensione delle verità soprannaturali.
Ugo di San Vittore fu il primo filosofo cristiano a realizzare un'opera sistematica di teologia, il De sacramentis christianae fidei, scritta tra il 1136 e il 1141.
I vittorini per quanto riguarda la filosofia scolastica quindi furono tra i primi a trattare in maniera compiuta nelle loro opere un contemperamento tra scienza e fede: la realtà razionale in definitiva era considerata all'interno delle più ampie verità della rivelazione delle Sacre Scritture, attraverso le quali proveniva la luce e l'ispirazione per la comprensione del sapere profano.